# 普羅霍雷 (科馬里夫卡市鎮)
51°9′25″N 32°11′23″E / 51.15694°N 32.18972°E
普羅霍雷（羅馬化：Prokhory）是烏克蘭北部切爾尼希夫州尼任區科馬里夫卡市鎮的村莊。該村面積5平方公里，海拔高度130米，2001年人口816，人口密度每平方公里163.2人。